# Accipiter rufiventris
Accipiter rufiventris е вид птица от семейство Ястребови (Accipitridae). Видът е незастрашен от изчезване.

## Разпространение
Разпространен е в Ангола, Демократична Република Конго, Еритрея, Етиопия, Кения, Лесото, Малави, Мозамбик, Руанда, Южна Африка, Южен Судан, Свазиленд, Танзания, Уганда, Замбия и Зимбабве.